# آدم فالكنشتاين
آدم فالكنشتاين (بالألمانية: Adam Falkenstein)‏ هو لغوي ألماني، ولد في 17 سبتمبر 1906 في بلانغ في ألمانيا، وتوفي في 15 أكتوبر 1966 في هايدلبرغ في ألمانيا.